# Евангелос Коропулис
Евангелос или Вангелис Коропулис (на гръцки: Ευάγγελος, Βαγγέλης Κοροπούλης) е гръцки революционер, деец на гръцката въоръжена пропаганда в Македония.

## Биография
Роден е в арванитско семейство в Мандра, Атика. Присъединява се към гръцката пропаганда и няколко години е андартски капитан, като сътрудничи на Павлос Мелас. Загива или в Дарда, или според Константинос Мазаракис, който го определя като „капитан от първи ред“ - в Сятища, на 11 септември 1908 година.
- Като четник
- Като четник